# ベイマツ

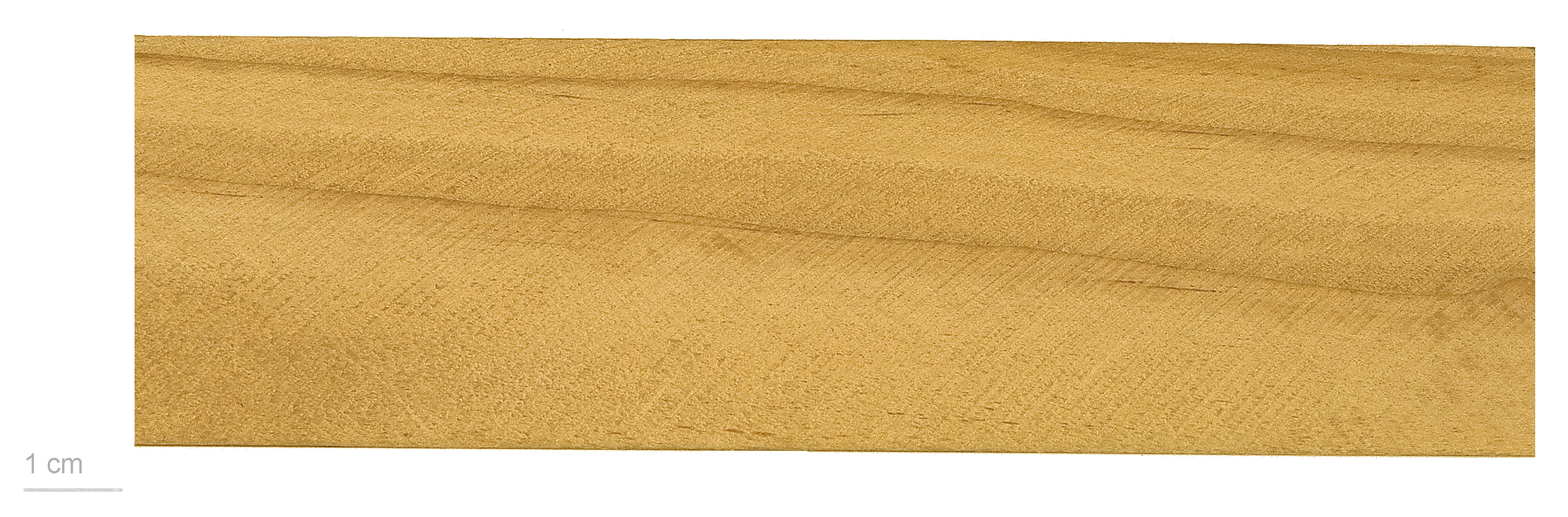
Pseudotsuga menziesii

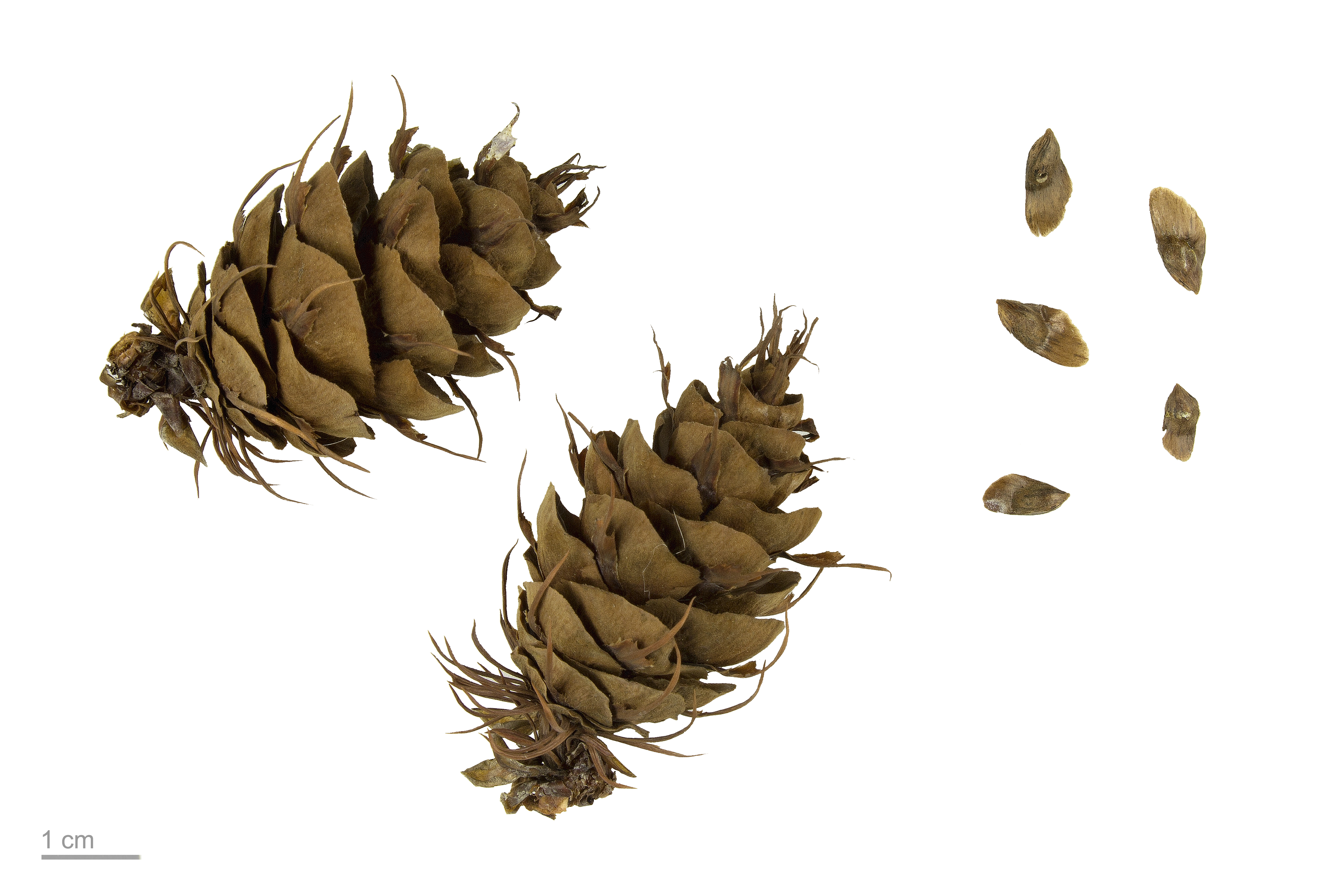
Pseudotsuga menziesii

ベイマツ（米松、学名：Pseudotsuga menziesii）は、マツ科トガサワラ属の常緑針葉樹。北アメリカ西海岸の原産。和名は「アメリカ産のマツ」の意味だが、マツ属の仲間ではなくトガサワラに近縁である。
別名はアメリカトガサワラ（亜米利加栂椹）、ダグラスファー（ダグラスモミ、Douglas fir）、オレゴンパイン (Oregon pine) 。なお、ファーはモミ、パインはマツの意味である。

## 特徴
カナダ、アメリカ合衆国本土にかけての、北米大陸太平洋岸に分布する。中程度の標高の山岳地に生える。高さは60メートル (m) 以上になり、大きなものは高さは75 m、直径2 - 3 mにも達する。成長がとても早く、300 - 500年ほど生きる。
ヨーロッパへは、1827年に植物学者デヴィッド・ダグラスにより持ち込まれ、1842年にフランスに持ち込まれた。ヨーロッパにおけるベイマツ栽培面積は拡大し、フランス国内では42万ヘクタール (ha) に渡って人工的に植林され、これはヨーロッパ全体に分布するベイマツ（ダグラスファー）の半分にも相当する。日本が北米から大量に輸入しており、北米からの輸入量はベイツガに次いで多い。

## 保全状況評価
LOWER RISK - Least Concern (IUCN Red List Ver. 2.3 (1994))
IUCNレッドリストでは、1998年版で軽度懸念に評価されたが、更新が必要とされている。

## 利用
建築材として利用され、ほとんど腐らないことから、外壁や骨組みの材に使われる。栽培時は別として、伐採後の木材は、利用する前の殺虫処理や殺菌処理をする必要がないといわれている。製材業のベイマツ材の供給量は年々増えており、近い将来も増え続けると見られている。
適度な硬さを有している、加工性・耐久性に優れる、木目が美しいなどの点で、住宅用建材としては優れた資質を備えており、アメリカ国内ではもとより、日本でも木造枠組壁構法の建材用として需要が高い。日本のホームセンターでも簡単に入手が可能。

## ベイマツがかかる病気
- ベイマツの病気一覧（英語版）
  - マツノカタワタケ（英語版）などによる幹心腐病